# 安东尼娅·鲁日奇
安东尼娅·鲁日奇（Antonia Ružić，2003年1月20日—），克罗地亚女子网球运动员。
截至2024年9月，鲁日奇在ITF女子世界网球巡回赛上赢得了8个单打冠军。她为克罗地亚比利·简·金杯代表队出战。2024年9月她在2024年茉莉网球公开赛上通过资格赛首次进入巡回赛单打正赛，并首次进入WTA巡回赛八强。